# Яшевский, Александр
Александр Яшевский (бел. Аляксандр Яшэўскі; 6 августа 1974, Сморгонь) — вспомогательный епископ католической архиепархии Минска-Могилёва. Член конгрегации салезианцев Дона Боско.

## Биография
В 1991 году поступил в Салезианскую духовную семинарию в городе Червиньск-над-Вислой (Польша). Продолжил образование в салезианской духовной семинарии в городе Лодзь (Польша) и в Папском Салезианском университете в Риме, где получил степень лиценциата догматического богословия. 2 августа 1998 года принёс вечные монашеские обеты в конгрегации салезианцев. Рукоположение в священники принял 24 июня 2000 года в родном городе.
Служил в приходах Борунов и Жодишок, исполнял обязанности викария прихода св. Михаила Архангела в Сморгони, который окормляют салезианцы. С 2001 по 2002 год возглавлял салезианский центр в п. Октябрьский Московской области. После возвращения в Белоруссию был настоятелем прихода свв. Петра и Павла в Жупранах. С 2005 по 2008 год занимал должность директора салезианского общества в Минске, выполняя одновременно обязанности викария в минском приходе св. Иоанна Крестителя. С 2011 года — директор салезианского центра в городе Сморгонь и глава белорусской провинции ордена салезианцев. В 2014 году вновь возглавил салезианское общество в Минске.
9 июня 2015 года папа Франциск назначил о. Александра Яшевского вспомогательным епископом архиепархии Минска-Могилёва. 27 июня 2015 года состоялась епископская хиротония, которую совершил апостольский нунций Клаудио Гуджеротти в сослужении с архиепископом Минска-Могилёва Тадеушем Кондрусевичем и епископом Гродно Александром Кашкевичем. Как все вспомогательные епископы Александр Яшевский стал титулярным епископом, епископом Фурнуса Большого (Furnos Maior). Епископским девизом Александр Яшевский избрал фразу «Cui Deus est, omnia sunt» (В ком есть Бог, у того есть всё). Задачей епископа Яшевского будет работа в Могилёвской части Минско-Могилёвского архидиоцеза.
Преподаёт догматическое богословие в Минском теологическом колледже имени св. Иоанна Крестителя. Владеет белорусским, русским, польским и итальянским языками. Стал первым в Беларуси епископом, который активно пользуется соцсетями.